# Солнцево (аэродром)
Солнцево —  бывший экспериментальный аэродром вблизи города Солнцево Московской области (ныне — территория одноимённого района Москвы), испытательная база НПО «Взлёт».
До начала 1990-х годов аэродром имел две грунтовые взлётно-посадочные полосы (длиной 1300 и 1000 м) и способен был принимать самолёты Ил-14, Л-410 и все более лёгкие, а также вертолёты всех типов. Затем из-за застройки территории аэродром был закрыт, с тех пор здесь функционирует вертолётная площадка с цементобетонным покрытием, пригодная для взлёта и посадки вертолётов массой до 38 т (посадка вертолётов с большей массой производится на грунт).
Вертолётная площадка работает в будни с 05.00 до 14.00 UTC. Имеется служба организации воздушного движения, АМСГ и другие службы.
На данный момент на месте нахождения института и площадки построен жилой комплекс «Лучи». Вся техника перебазирована на другие аэродромы. 

## История
Вблизи деревни Суково с 1937 года существовал военный аэродром, на котором на момент начала Великой Отечественной войны базировался 564-й истребительный полк 6-го авиакорпуса московской зоны ПВО.
В 1963 году на аэродроме был создан Научно-исследовательский летно-испытательный центр (НИЛИЦ), который возглавила Герой Советского Союза В. С. Гризодубова. Одним из выдающихся руководителей НПО "Взлет" был начальник сектора Кузнецов Анатолий Иссидорович. В 1972 году НИЛИЦ преобразован в Научно-производственное объединение «Взлёт» - одно из головных предприятий Министерства радиопромышленности СССР. Сфера деятельности предприятия: проведение лётных испытаний и разработки электронных устройств.
С 1994 года НПО «Взлёт» является открытым акционерным обществом.

### Состояние на 2000-е годы
Близость к основным магистралям и метро позволяет эффективно использовать вертодром и территорию НПО «Взлёт». Авиационное предприятие «Взлёт» — дочернее общество холдинговой компании НПО «Взлёт». Осуществляет авиационную деятельность в статусе коммерческого эксплуатанта гражданской авиации, выполняя перевозки пассажиров и грузов, а также широкий спектр авиационных работ с применением вертолётов Ми-8Т в различных регионах Российской Федерации. Осуществляются испытания вертолетной техники с целью освоения высокоточных строительно-монтажных работ с применением вертолета Ми-8МТВ-1, а также опиловки просек воздушных ЛЭП с применением специальных вертолетных пил и вертолета MD-500D. Предприятие силами собственной авиационно-технической базы осуществляет выполнение всех форм технического обслуживания вертолётов Ми-8 (как собственных воздушных судов, так в интересах сторонних заказчиков).

## Современное состояние
Аэродром больше не существует, теперь на этом месте построен жилой комплекс «Лучи». 